# Piękna kurtyzana
Piękna kurtyzana (hindi: चमेली / Chameli, urdu: چمیلی, dosłownie: "Jaśmin") – indyjski dramat filmowy z 2003 roku w reżyserii Sudhira Mishry. W rolach głównych wystąpili znani aktorzy indyjscy Kareena Kapoor i Rahul Bose (aktor kina niekomercyjnego). 
Tematem filmu jest przypadkowe spotkanie dwojga nieznajomych sobie osób. Dwa obce światy dwóch skrzywdzonych przez los osób: mężczyzny i kobiety, owdowiałego tragicznie biznesmena i prostytutki. Noc, burza i rozmowa sprzyja rosnącemu zrozumieniu między nimi, współczuciu sobie, obiecuje uczucie.

## Fabuła
Bombaj. Flora Fountain. Deszczowa noc. Chameli (Kareena Kapoor), prostytutka, która właśnie odmówiła klientowi, spotyka obcego biznesmena Amana (Rahul Bose). Włócząc się autem bez celu po mieście rozpamiętuje on śmierć swojej brzemiennej żony. Zginęła w wypadku samochodowym w podobnie deszczową noc. Gdy auto się psuje, Aman próbuje daremnie wezwać pomoc techniczną. Rozdrażniony chowa się od deszczu w arkadach Fontanny Flory, nie ma czym zapalić papierosa. Zapaloną zapałkę wyciąga do niego Chameli. Zaczyna się rozmowa. Wrogość dwóch obcych sobie światów powoli zastępuje zrozumienie, współczucie, czułość. 

## Obsada[1]
- Rahul Bose – Aman Kapoor
- Kareena Kapoor – Chameli
- Rinke Khanna – Neha
- Yashpal Sharma – oficer Singh
- Makrand Deshpande – taksówkarz
- Kabir Sadanand – Hasoona
- Pankaj Jha – Usman
- Satyajit Sharma – funkcjonarusz policji
- Panni Chatterjee – dziewczyna na telefon
- Tarun Shukla – mężczyzna z korporacji
- Aniket Viswasrao – Raja
- Deepak Kazir – Ojcie Raji
- Vinnie Pachauri – Johnny
- Dinkar Gawande – człowiek Usmana
- Ghanshyam Garg – człowiek Usmana
- Anupama Verma – gościnny występ
- Mahek Chahal – gościnny występ

## Muzyka i piosenki
Kompozytorem był Sandesh Shandilya, twórca muzyki do Czasem słońce, czasem deszcz (2001)
- "Bhaage Re Mann" śpiewa Sunidhi Chauhan
- "Sajna Ve Sajna" – Sunidhi Chauhan
- "Thaki Thaki Di"
- "Jaane" – Udit Narayan, Sunidhi Chauhan
- "Yeh Lamha" – Sunidhi Chauhan
- "Bhigee Hui Koi" – Sunidhi Chauhan, Javed Aliaane
- " Kyun Humko" – Sunidhi Chauhan

## Nagrody
- 4 nagrody za najlepsze zdjęcia – Aseem Bajaj (Sansui Viewer's Choice Awards,Asian First Film Festival, Nagroda IIFA, Nagroda Filmfare)
- specjalna nagroda Filmfare za najlepszą kreację aktorską – Kareena Kapoor